# Hyacinthe Louis de Pellevé
Hyacinthe Louis de Pellevé, dit le marquis de Pellevé, comte de Flers, baron de Larchamp, gouverneur du château de Meudon, est un noble français de la première moitié du XVIIIe siècle, mort sans postérité en avril 1736.   

## Biographie

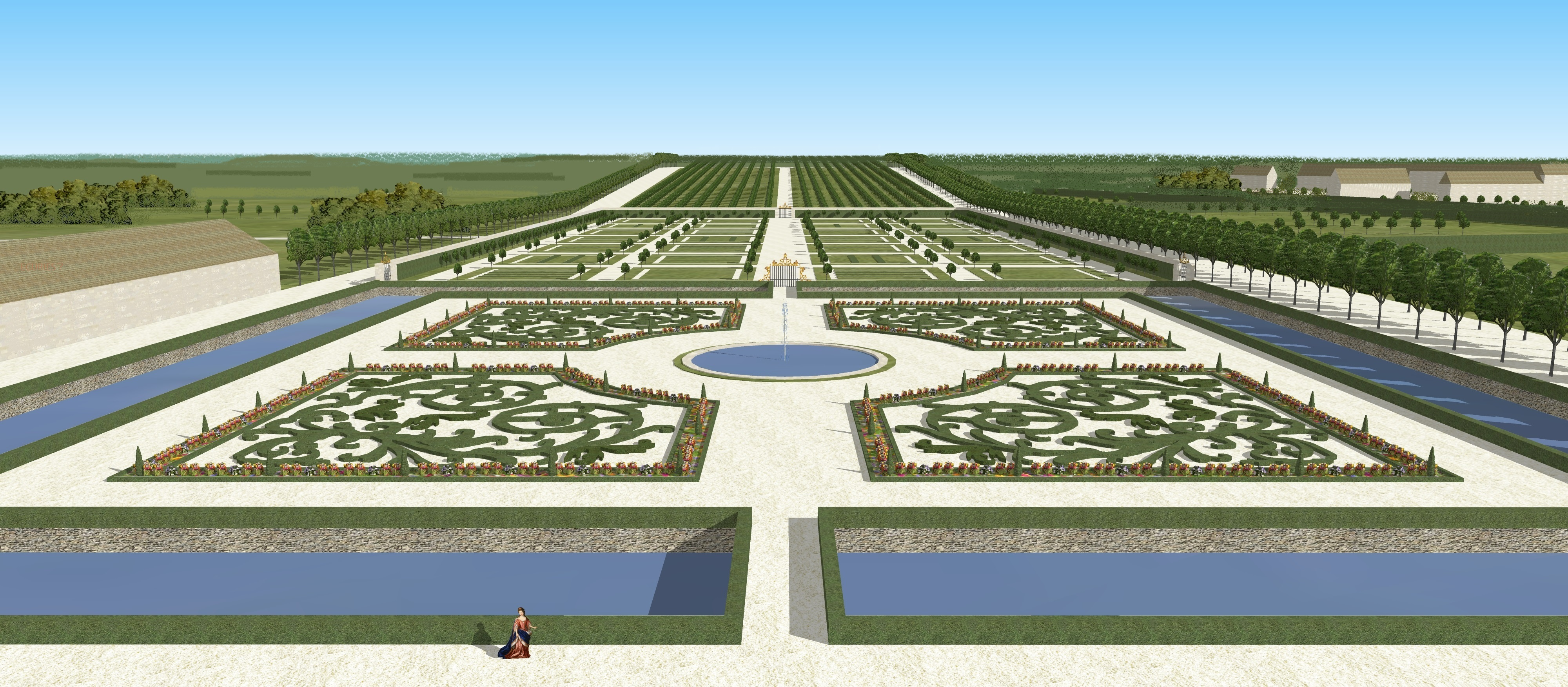
Restitution de la vue sur le parterre du château de Flers (Orne), fin du XVIIe siècle, propriété familiale

Il est le fils de Louis de Pellevé et de Madeleine Gauréault Dumont (ou Du Mont). Il est ainsi le petit-fils de Hyacinthe Gauréault Dumont, gouverneur du château de Meudon et proche de Monseigneur, fils de Louis XIV. Le marquis de Pellevé se marie avec Marie Angélique de La Chaize d'Aix, parente de François de La Chaize d'Aix, connu sous le nom de Père la Chaise, jésuite et confesseur de Louis XIV.   
Il fut capitaine lieutenant des gendarmes de Berry, ainsi que le gouverneur du château de Meudon, depuis la mort de Dumont, son grand-père, jusqu'à son propre décès, en avril 1736.   
Il demeurait à Paris, rue Garancière, au sein de l'hôtel de Sourdéac.   
Il rédige son testament en mars 1733. Son inventaire après décès est dressé le 8 mai 1736.   
Dans ses Mémoires, Saint-Simon indique que le marquis de Pellevé «devint fou par intervalles ; on ne put lui laisser Meudon où il se conduisait avec toutes sortes d'extravagances. Cela acheva de lui tourner la tête ; il finit enfin par s'aller noyer dans la Seine, vers le moulin de Javelle ».

## Témoignage

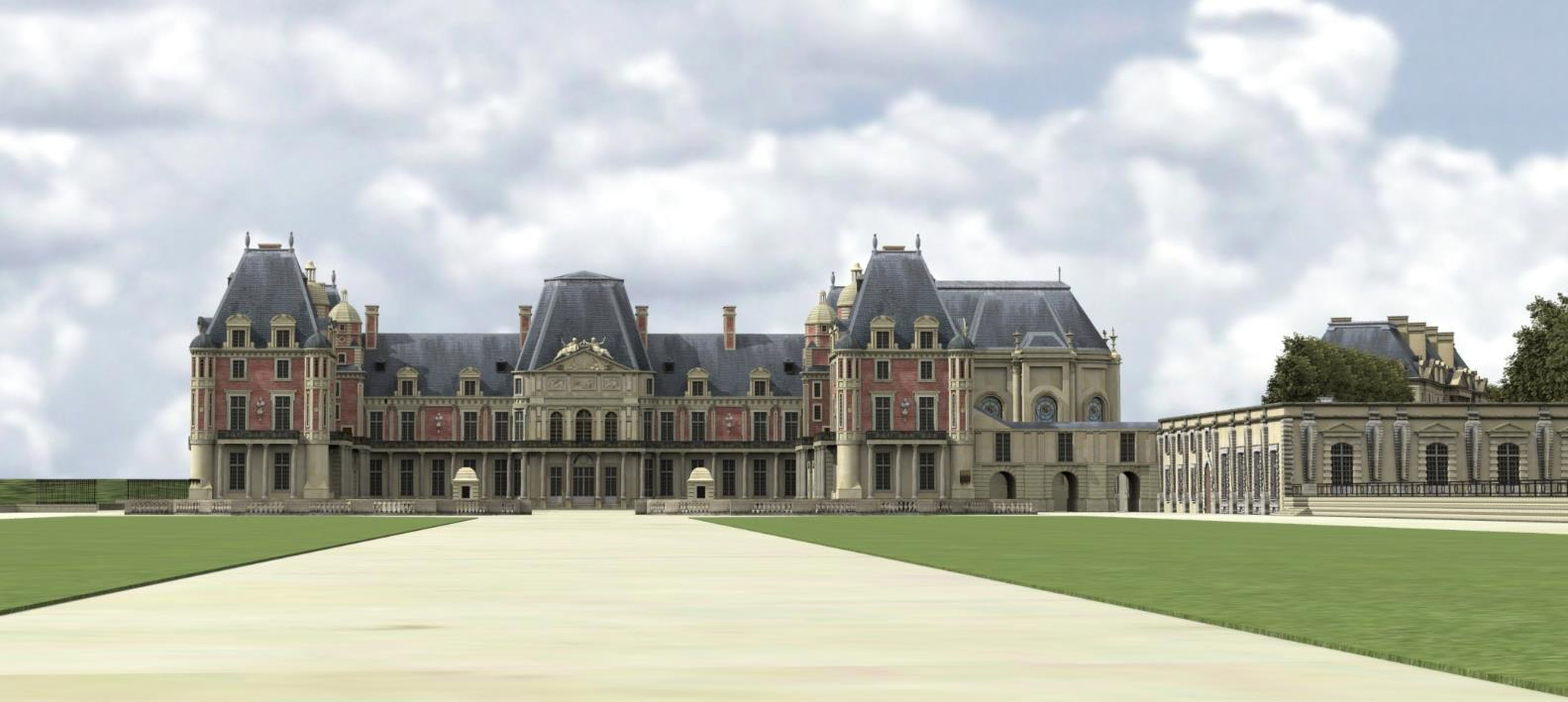
Le château de Meudon au temps du marquis de Pellevé, vers 1725.

Un manuscrit, conservé à la Bibliothèque nationale de France, précise ce qui suit : 
« Séjour des Enfans de France à Meudon en 1733. 
Le séjour des Enfans de France à Meudon a été déterminé au commencement du mois de may 1733 dans une assemblée de médecins qui s’est tenue à Versailles, par rapport à leur santé, la mort de Madame 3e et celle de Monsieur le duc d’Anjou ayant fait peur pour les autres.
Leur voyage a été fixé par la suite au 21 du même mois et quelques jours auparavant M. de Pellevé, Gouverneur de ce château, parlant de leur séjour à M. le cardinal de Fleury, luy dit que cela luy causeroit de la dépense et qu’il étoit persuadé que Son Eminence voudroit bien le traiter comme son prédécesseur M. Dumont l’avoit été pendant que le feu Roy y restoit, et luy accorder la même gratiffication.
M. le cardinal luy repondit que les affaires du Roy n’étoient point en situation de faire de pareilles grâces, ce qui ne l’empescha pas de prendre le tems que M. le cardinal étoit avec le Roy pour luy en reparler en présence de Sa Majesté et Son Eminence lui dit la même chose.
Il ne s’en est pas tenu à ces deux refus, il a fait au Roy seul la même demande le 21 dans le tems que Sa Majesté parloit à M. le duc de Charot. Le Roy luy a répondu que la chose étoit décidée, ce qui l’a obligé de cesser. Seulement pour quelques momens : car il est encore revenu à la charge et a représenté au Roy qu’il a interrompu une seconde fois, la dépense qu’il seroit obligé de faire et l’injustice qu’on luy faisoit, ce qui a obligé Sa Majesté de dire au capitaine de ses gardes de le faire sortir de sa chambre. Il a été donné ordre à l’officier des gardes qui commande à Meudon de ne le point laisser entrer dans la chambre de M. le Dauphin ny des dames. »

## Testament (mars 1733)

Blason des Pellevé

"[En marge] Veu au greffe des juridictions du Chastelet de Paris le 9 may 1736. [signé] Thiery
Aux nom du père, du fils, et du Saint Esprit, après avoir demendé pardon à la très sainte trinité de tout les peché que j’ay commis et recomendé mon âme à Dieu, l’heur de la mort estant insertaine, j’ay fait ce testament pour quelque prière que je souhaite que l’on face pour le repos de mon âme, la rémission de mes pechez, et lesser quelque récompance à mes domestiques, je donne à Dumesnil une pansion viager de mil livres, de la quel après son décès si sa fille ma filieulle est vivante, elle aye la somme de cinq cent livres de cette pansion sa vie durente, je donne à Dumesnil tout ce qui est de la dépandance de ma garderobe, comme abit, linge et mes beaux équipage de chevaux de sel [sic], de plus, à chaquun de mes autres domestique, une année de leurs gage de plus qui ne leurs sera düe, je donne cent livres d’aumône pour prière dieu pour moy aux pauvres des paroisse dont Dieu par son infinie bonté m’avoit donné la propriété pour leurs estre distribüé par chaquun de leurs curé suivant leurs besoins tous les mois, et cela pendant trois années à compter du jours de mon décès, ces douze cent livres par anné, je donne aux révérend père Capucin de Meudon mil livres pour qu’ils disent une messe tous les jours pendent le cour d’un ans pour le repos de mon âme, je souhaite estre enteré très simplement, et chez eux si je suis à porté d’i estre transporté et leurs donne cinq cent livres pour le paÿement de ma sépulture chez eux, je souhaite la fondation d’une messe de requieme à perpétuité …une fois la semaine pour l’expiation de mes pechez et le repos de mon âme, je lesse aux surplus à la dévotion de mes éritiers le soins d’agmenter le nombre des priere dont un grand pecheur comme moy a grand besoins, je de mende pardon à Dieu, à sa très Sainte Trinité, à la Sainte Vierge, à mes Saints patrons, à mon Saint ange gardien, de tout les pechez que j’ay commis, et les prie d’interséder pour moy aux près de Dieu, leurs prière luy estant plus agréable que celle qu’un grand pecheur comme moy a pue faire, fait à Paris, aux mois de mars mil sept cent trente trois.  
[signé] De Pellevé 
Je souhaite que la baronie de Larchampt soit réunie à Flers pour éviter toute contestation qui pouroit naistre à cause de la proximité entre deux personnes qui pouroit les avoir séparément et La Frainaÿe aussy. 
[signé] De Pellevé 
Je donne à Monsieur Radulphe la somme de quinze cent livres en reconoisance des soins qu’il a bien voulue ce donner pour moy. [La phrase est complétée ainsi :] un de mes chevaux, un fusil, et une peres [sic] de pistolets à son chois. 
[signé] De Pellevé 
[Renvoi] 
Au lieux de ne lesser que pour trois année douze cent livres d’aumaune pour les pauvres de mes paroisses, je les donne à perpétuité sur mes bien de Normendie qui sont Flers, Larchampt, La Fresnaÿe, et Bellefontaine, les quelle j’afecte tous pour cette somme de douze cent livres, en rémission de mes péchez et pour la sanctification de mon âme, par les mérites de la très sainte trinité. 
[signé] De Pellevé."